# Konstantin Vyrupayev
Konstantin Vyrupayev (en ruso: Константин Григорьевич Вырупаев; 10 de octubre de 1930 – 31 de octubre de 2012) fue un luchador olímpico y campeón soviético.
Él compitió en los Juegos Olímpicos de 1956 en Melbourne, donde ganó una medalla de oro en lucha grecorromana en la categoría de peso gallo. En los Juegos Olímpicos de 1960 en Roma, ganó una medalla de bronce en la categoría de peso pluma.